# Mario Yamasaki
Mario Yamasaki (São Paulo, 22 de abril de 1964) es un árbitro brasileño de artes marciales mixtas, conocido por sus participaciones en Ultimate Fighting Championship (UFC), así como fundador e instructor jefe de la Academia Internacional Yamasaki. Yamasaki es un veterano con más de 400 peleas en UFC, Strikeforce, WEC, EliteXC y Pride Fighting Championship.

## Biografía
Yamasaki nació en São Paulo, Brasil, y es el mayor de dos hijos de Shigeru Yamasaki. La familia de Yamasaki ha estado enseñando artes marciales en Brasil durante dos generaciones. Su padre es mitad japonés.
Yamasaki y su hermano menor Fernando, un cinturón negro de sexto grado en jiu-jitsu brasileño, originalmente comenzaron a entrenar en yudo cuando eran niños con su padre Shigeru, un cinturón rojo/blanco de octavo grado, y su tío Shigueto Yamasaki.
En 1986, a la edad de veintidós años, Yamasaki comenzó a entrenar en jiu-jitsu brasileño con el cinturón negro de quinto grado Marcelo Behring (cinturón negro con su padre Flavio Behring y Rickson Gracie), quien comenzó a enseñar jiu-jitsu en el mismo gimnasio en São Paulo donde Yamasaki enseñó yudo.
El entrenamiento de Yamasaki con Behring duraría poco tiempo, ya que pronto se mudaría a los Estados Unidos, viajando con frecuencia de regreso a Brasil para continuar su entrenamiento de jiu-jitsu con Behring, hasta que este último cambió de gimnasio. Yamasaki continuaría su entrenamiento en jiu-jitsu con su hermano Fernando, quien había comenzado a entrenar con Otavio de Almeida y Roberto Lage.
En enero de 2002, Otavio de Almeida, presidente de la Federación Brasileña de Jiu-Jitsu de São Paulo, Brasil, promovió a Yamasaki a cinturón negro de cuarto grado.

## Carrera en Ultimate Fighting Championship
Yamasaki se afilió por primera vez a UFC (entonces propiedad de Semaphore Entertainment Group), cuando tanto él como su hermano ayudaron a la promoción a organizar su primer evento en Brasil, UFC Brazil: Ultimate Brazil, en São Paulo. Después del evento, Yamasaki le preguntó al árbitro de UFC John McCarthy si habían puestos de árbitro disponibles en la compañía, y le dijeron que la compañía sí estaba buscando a alguien, lo que marcó el comienzo de la carrera de Yamasaki como árbitro de AMM.
En UFC 142, Yamasaki descalificó polémicamente a Erick Silva por golpes ilegales en la cabeza de Carlo Prater. Después de la pelea, el comentarista Joe Rogan criticó a Yamasaki por tomar una mala decisión. La UFC confirmó su decisión y no solicitó apelación.
En UFC Fight Night: Machida vs. Anders, Yamasaki fue criticado por los espectadores, incluido Dana White, después de que no detuviera una pelea entre Valentina Shevchenko y Priscila Cachoeira: Shevchenko conectó más de doscientos golpes contra los tres golpes de Cachoeira. Yamasaki dijo más tarde que dejó que la pelea continuara porque quería «permitir que [Cachoeira] fuera una guerrera y siguiera luchando». Dana White ha pedido repetidamente que Yamasaki no pueda arbitrar futuros eventos de UFC, debido a numerosas controversias similares. Desde este evento, Yamasaki no ha solicitado ningún trabajo de árbitro en UFC, aunque ha arbitrado algunos eventos de otras organizaciones más pequeñas.
Anunció en 2021 que planeaba postularse para asignaciones de arbitraje más regulares, además de tomar un curso de juez organizado por la Comisión Atlética del Estado de California.

## Vida personal
Yamasaki vive entre São Paulo, Brasil y Bethesda, Maryland, con su esposa e hijos, donde es copropietario y opera una cadena de escuelas de jiu-jitsu brasileño. Yamasaki también posee una empresa de construcción en los Estados Unidos.